# Siot-Decauville
Siot-Decauville fue una fundición artística francesa activa a finales del siglo XIX y principios del XX.

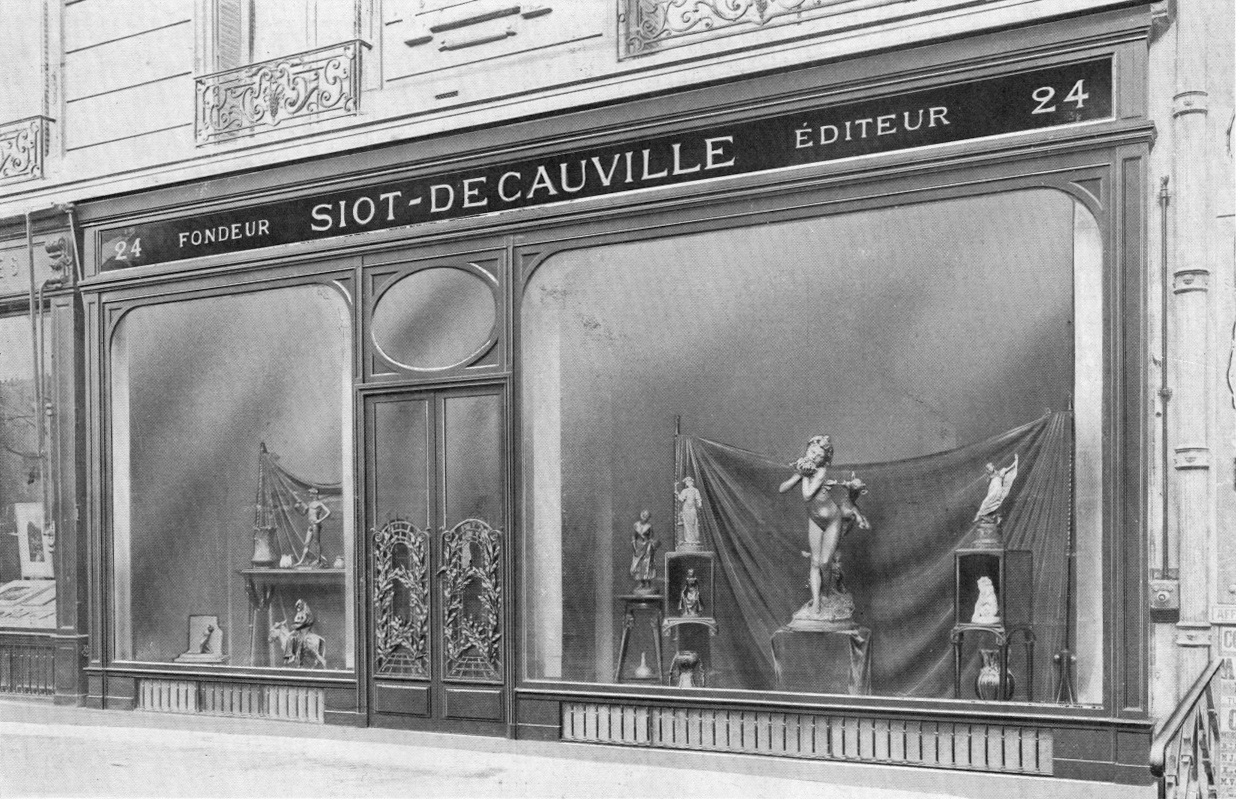
Fachada de la tienda Siot-Decauville en el n.º 24 del bulevar des Capucines en París en 1909.

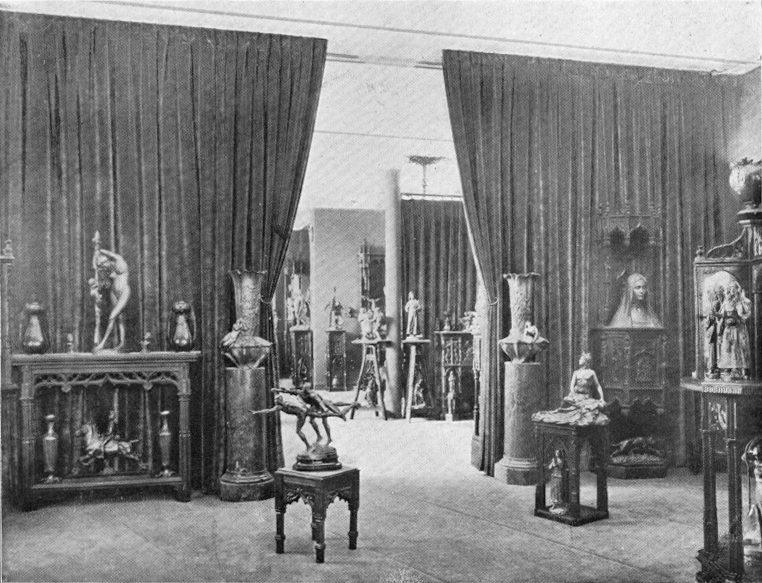
Vista de los salones de exposición de la tienda del bulevar des Capucines en 1909

Los talleres de la fundición se encontraban en la calle Villehardouin, luego a partir de 1920, en la Avenida Victor-Emmanuel III, en  París. La fundición dispuso también de un salón para la exposición de las piezas, primero instalado en el bulevar des Italiens, y posteriormente en el número 24 del bulevar des Capucines en París.
Se editaron las obras de Louis Albert-Lefeuvre, Jean Baffier, Albert Bartholomé, Alfred Boucher, Jean Boucher, Antonin Carlès, Alexandre Clerget, Jules Desbois, Jean Escoula, Georges Gardet, Jean-Léon Gérôme, Jean Hugues, Jean-Antoine Injalbert, Raoul Larche, Camille Lefèvre, Laurent Marqueste, Ernest Meissonier, Gustave Michel, Georges Récipon, Charles Valton….

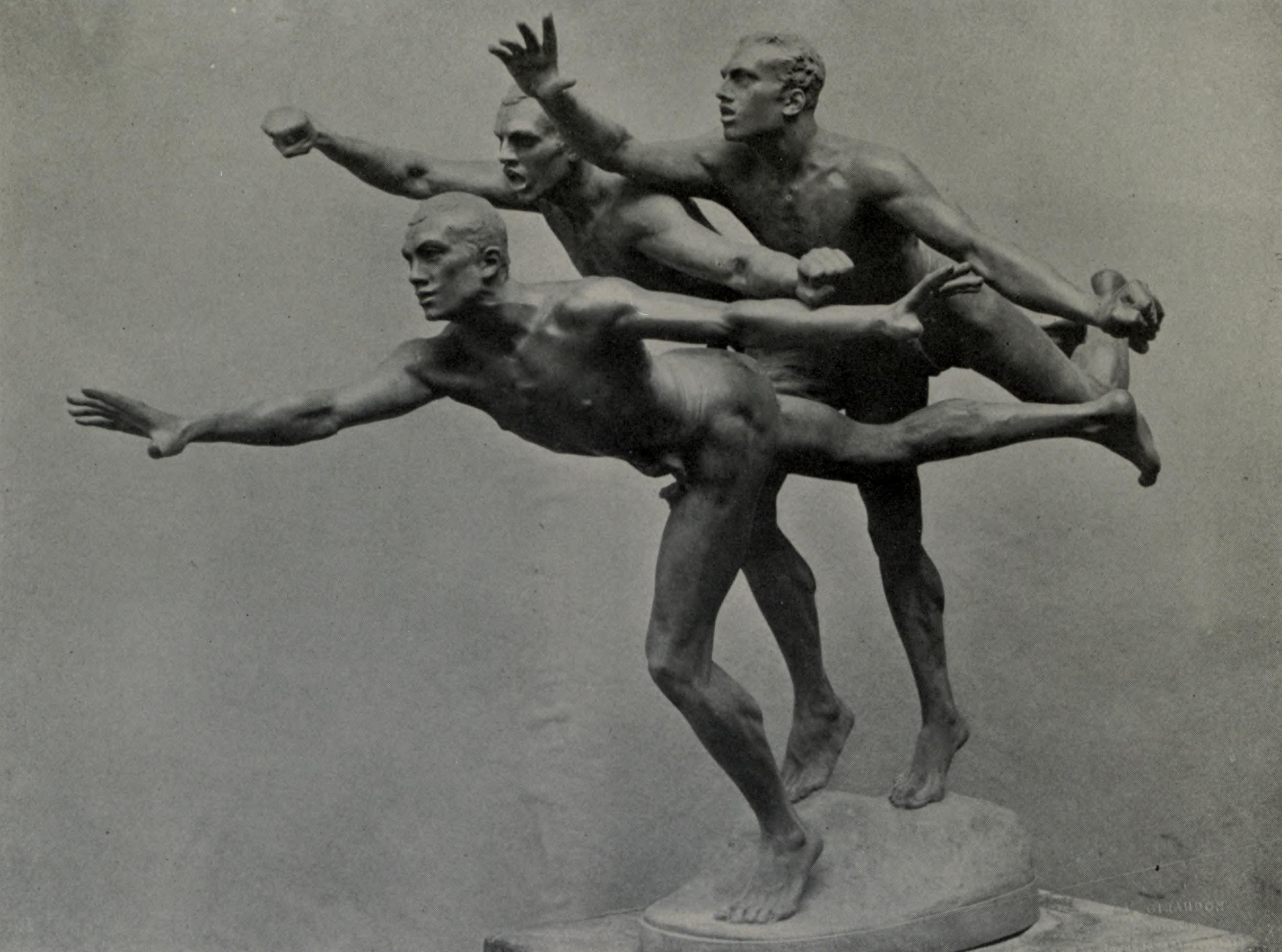
atletas llegando a la meta, de Alfred Boucher
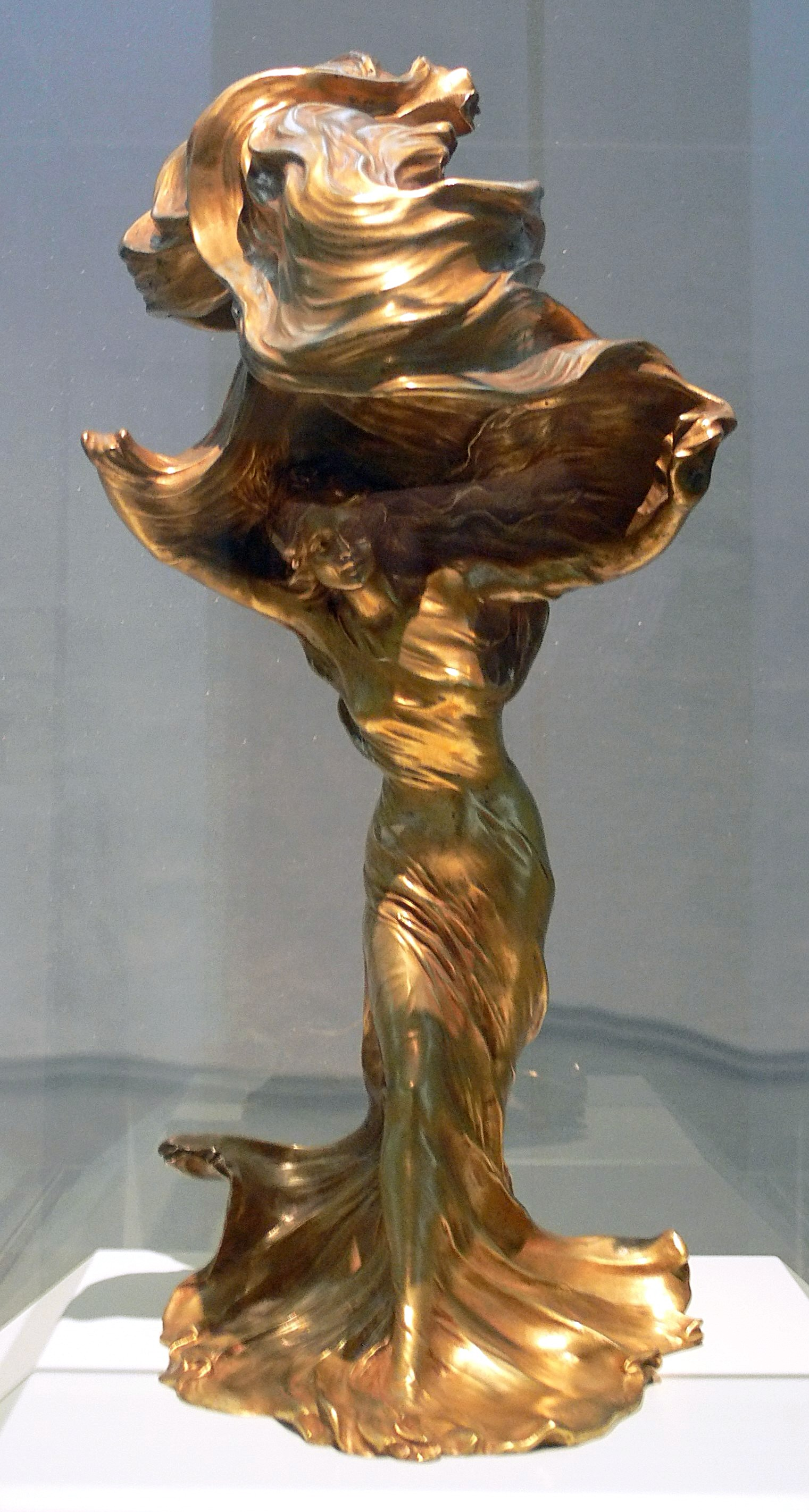
Lámpara de mesa Loie Fuller de Raoul Larche
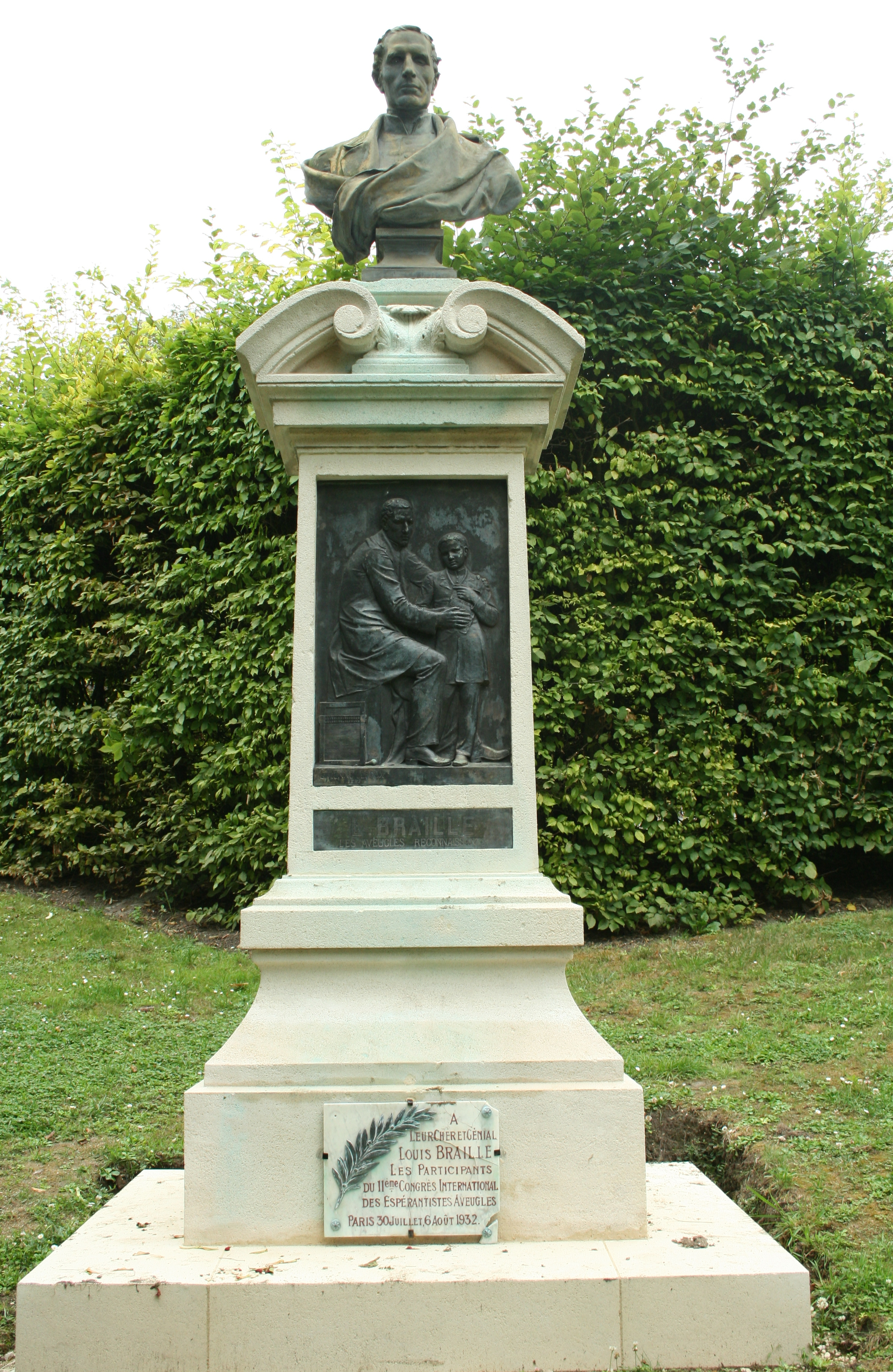
Monumento a Louis Braille de Etienne Leroux en Coupvray